# Urda de Jos, Gorj
Urda de Jos este un sat în comuna Crușeț din județul Gorj, Oltenia, România.